# Všeruby (Domažlice)
Všeruby é uma comuna checa localizada na região de Plzeň, distrito de Domažlice.